# Павле Хрватинић
Павле Хрватинић је био владар жупе Земљаник у Доњим Крајима. Припадао је великашкој породици Хрватинића.

## Биографија
Павле је био син Хрватина Стјепанића, родоначелника породице Хрватинића. Отац му је умро пре 1315. године. Наследила су га тројица синова: Вукослав, Павле и Вукац. Синови кнеза Хрватина рано су прешли на страну Стефана II Котроманића, иако је њихов отац био вазал Младена I и Павла I Шубића. Угарски краљ Карло Роберт уклонио је са власти Павловог сина, Младена II, који је од 1304. до 1322. године носио титулу босанског бана. На босански престо поставио је Стефана II. У борби угарског краља против Младена Шубића, Хрватинићи су подржавали Карла Роберта и Стефана II. Изгледа да је Павле први од своје браће прешао на страну Стефана II. Његово име први пут срећемо у исправи локалног великаша Берислава Скочића из 1323. године. Исправа је састављена пред Павлом. Из ове исправе сазнајемо да је Павле верно служио Стефана II Котроманића од кога је на управу добио жупу Земљаник. У Земљанику је Павле имао свога писара, дијака Иваниша Ивановића, као и свог казнаца, Толислава. Стефан II Котроманић, међутим, није ниједном од синова кнеза Хрватина Стјепанића желео признати титулу кнеза Доњих Краја како би сузбио утицај моћне властеле. Тежио је да са сваким појединачно успостави добре односе на основу њихове личне верне службе. То је довело до цепања моћне породице на више фракција као што се раније то десило са Шубићима и Бабонићима. Међутин, власт Стефана II Котроманића над Доњим Крајима непосредно је зависила од верности Хрватинића.
Као господар жупе Земљаника, Павле се 1333. и 1345. године јавља као сведок у повељама бана Стефана II Котроманића. Године 1332. босански бан формирао је посебну судску област која је носила назив Завршје (иза брда). Завршје је чинила Павлова жупа Земљаник, Усора, Соли и жупа Треботић. Уочава се издвајање жупе Земљаник из Доњих Краја и пријапање ове жупе територијама које су чвршће биле под бановом влашћу. Међутим, географски појам Завршја није могао дуго да преживи. Ускоро је укључен у састав велике области Усоре. Повеља из 1333. године регулисала је начин решавања спорова између поданика бана Стефана II Котроманића и Дубровчана. Како је Павле био један од заступника и сведока Завршја, сматра се да је своју територију проширио и на области око Гламоча и Гребена. Године 1337. помиње се као Павлов поданик Радош Бабић из села Блиса. Хрватинићи су пре 1341. године стекли Гламоч у коме су своје поданике имали и Вукослав и Павле. У Гламочу се помиње и човек Катарине, сестре Стефана II Котроманића. Павле је сведок у исправи бана Стефана од 23. јуна 1345. године којом се пред славонским баном Николом измирио са Иванишем Нелипчићем и његовом мајком Владиславом. Ту се по последњи пут помиње у историјским изворима.
Павле је имао синове Гргура и Владислава Павловића који су касније понудили верну службу угарском краљу Лајошу. Павловићи су држали очеве области до 1357. године када су их предали угарском краљу у замену за посед Добра Кућа у Славонији.